# 斯坦尼斯拉夫现象
斯坦尼斯拉夫现象（亦称斯坦尼斯拉夫斯基现象、伊万诺-弗兰科夫斯克现象）——指的是在乌克兰城市伊万诺-弗兰科夫斯克（1939年前称斯坦尼斯拉夫）存在的一群作家和艺术家，他们的创作最鲜明地体现了乌克兰文学和艺术领域的后现代主义话语。斯坦尼斯拉夫现象涵盖的作家和艺术家包括：尤里·安德鲁霍维奇、尤里·伊兹德里克、塔拉斯·普罗哈斯柯、弗拉基米尔·叶什基列夫、斯捷潘·普罗丘克、H. 彼得罗萨尼亚克、H. 米基采伊、Ya. 多夫甘等人。该群体最重要的根据地包括杂志《星期四》、《普雷罗马》，以及尤里·安德鲁霍维奇在《通行证》杂志支持下开展的编辑项目。
“斯坦尼斯拉夫现象”这个词由弗拉基米尔·叶什基列夫在1992年6月13日举办的“橡胶布2号”（Рубероид №2）艺术展期间首次提出（组织者：艺术家 A. 兹维任斯基、尤里·伊兹德里克、R. 科捷尔林、V. 穆雷克、M. 亚列马克、Ya. 亚诺夫斯基）。作为“斯坦尼斯拉夫现象”的主要文学代表，尤里·安德鲁霍维奇曾表示：“关于所谓的‘斯坦尼斯拉夫现象’在新乌克兰文学中的讨论近来相当频繁——有时以悲情（“这可是我们的麦加啊！”）的口吻讨论他们，有时则刻薄（“滥竽充数者之城”），有时则充满希望的讨论他们在波兰或美国的表现（“充满活力、前景广阔”）”。
斯坦尼斯拉夫现象的历史背景是苏联解体以及“文化开放的局面”，这种局面导致了美学标准和艺术坐标的改变，以及向采用后现代主义话语的文学过渡的必要性。这种情况催生了转型过程的特殊性，即借鉴世界后现代主义的可接受元素，并在一定程度上采用“米丘林式”的方法，将其“嫁接”到植根于文化边缘性土壤、尚难接受的乌克兰现实之上。与弗拉基米尔·叶什基列夫关系密切的文人群体持有一种观点，认为伊万诺-弗兰科夫斯克才是乌克兰的文学和文化之都<。“斯坦尼斯拉夫现象”存在的客观基础在于，西乌克兰在某种程度上是乌克兰文学的桥头堡；此外，该群体倾向于西方文化空间的运作模式，使他们区别于其他后苏联时代的乌克兰语作家。